# 5111 Jacliff
5111 Jacliff este un asteroid din centura principală de asteroizi.

## Descriere
5111 Jacliff este un asteroid din centura principală de asteroizi. A fost descoperit pe 29 septembrie 1987 la Stația Anderson Mesa de Edward L. G. Bowell. El prezintă o orbită caracterizată de o semiaxă mare de 2,35 ua, o excentricitate de 0,13 și o înclinație de 5,8° în raport cu ecliptica.